# Лукас (окръг, Охайо)
Вижте пояснителната страница за други значения на Лукас.
Окръг Лукас (на английски: Lucas County) е окръг в щата Охайо, Съединени американски щати. Площта му е 1544 km², а населението – 455 054 души (2000). Административен център е град Толидо.